# Zdeněk Hojda
Zdeněk Hojda (* 17. října 1953 Praha) je český historik a pedagog.

## Život
V letech 1973–1978 studoval na filosofické fakultě Univerzity Karlovy v Praze obory archivnictví a historii, zároveň pracoval v archivu UK. Po studiích působil až do roku 1990 jako vedoucí Archivu Národní galerie v Praze, od roku 1991 vyučuje na katedře PVH a archivního studia (od roku 2013 jako docent). V roce 1991 také krátce pracoval v Historickém ústavu ČSAV a mezi léty 1997 až 1999 vyučoval také na Technické univerzitě v Liberci.
Zaměřuje se na témata raněnovověká (často s přesahem do 19. století). Pro toto období vyučuje nauku o pramenech, diplomatiku a dějiny správy. Zabývá se také výtvarnou kulturou, dějinami sběratelství, ikonografií, pražským měšťanstvem, dějinami cestování, též Skandinávií (dějinami a česko-skandinávskými vztahy).